# رادوبوجا
رادوبوجا (به صربی: Radobuđa) یک منطقهٔ مسکونی در صربستان است که در آرییه واقع شده‌است. رادوبوجا ۱۵٫۳۹ کیلومتر مربع مساحت و ۳۰۷ نفر جمعیت دارد و ۴۷۷ متر بالاتر از سطح دریا واقع شده‌است.